# Zygonyx fallax
Zygonyx fallax is een libellensoort uit de familie van de korenbouten (Libellulidae), onderorde echte libellen (Anisoptera).
De wetenschappelijke naam Zygonyx fallax is voor het eerst geldig gepubliceerd in 1934 door Schouteden.